# Kyōgoku Takatsugu
En aquest nom japonès, el cognom és Kyōgoku.
Kyōgoku Takatsugu (京極高次, 1563-1609) va ser un samurai del període Sengoku i a inicis del període Edo de la història del Japó.
Durant el govern d'Oda Nobunaga, aquest ho va forçar a casar-se amb la seva neboda, germana de l'esposa de Toyotomi Hideyoshi, de manera que Takatsugu va rebre el feu d'Otsu, valorat en 60.000 koku.
Durant la batalla de Sekigahara va donar suport al bàndol de Tokugawa Ieyasu en contra de l'exèrcit d'Ishida Mitsunari. Durant aquest conflicte el castell Otsu va ser assetjat el 13 d'octubre per una força de 13.000 homes sota el lideratge de Mori Motoyasu, Tachibana Munashige i Tsukushi Hirakodo. El castell va caure finalment el 21 d'octubre per la qual cosa Takatsugu va fugir cap a un monestir a Koyasan. Tot i la derrota va ser recompensat per Ieyasu amb el feu d'Obama, valorat en 92.000 koku.